# Goodbye (The Humans-dal)
A Goodbye (magyarul: Viszlát) a román The Humans dala, mellyel Romániát képviselték a 2018-as Eurovíziós Dalfesztiválon Lisszabonban. A dal a 2018. február 25-én rendezett román nemzeti döntőben nyerte el az eurovíziós indulás jogát.

## Háttér
A The Humans egy román együttes, melynek tagjai: Cristina Caramarcu, énekes, Alexandru Cismaru, gitáros, Alexandru Matei, billentyűs, Alin Neagoe, basszusgitáros és Adi Tetrade, dobos. A fellépésük során hozzájuk csatlakozott Corina Matei csellóművész. Caramarcu írta a dal szövegét, míg a producer és zeneszerző Matei és Neagoe voltak. A Goodbye-t egy 1980-as évek soft rock és pop rock balladái ihlették. A francia 20 minutes lapban Fabien Randanne kiemelte a dal vintage jellegét, miközben azt Bonnie Tyler walesi énekesnő műveihez hasonlította. A De Telegraafban Richard van de Crommertje azt írta, hogy "olyan a dal, mintha Céline Dion munkássága találkozna Bonnie Tylerrel és Heart-tal." A dal zenéjét 2011-ben vagy 2012-ben komponálta Neagoe, a művet teljes egészében 2017-ben készítették el és rögzítették. Minden hangszert külön-külön, élőben rögzítettek.
A dal lírai üzenetével kapcsolatban Caramarcu azt mondta: ”A Goodbye egy kiáltvány [...], melyben arra ösztönözzük egymást, hogy ne adjuk fel az álmainkat”, továbbá hozzátette: ”mondjunk búcsút minden érzelemnek, amely visszatart bennünket, mondjunk búcsút a korlátoknak, a konvencióknak, és lépjünk magabiztosan a jövő felé.” A Wiwibloggsnak adott interjújában a zenekar kijelentette, hogy a dal az öngyilkossági gondolatok leküzdését is tárgyalja. A Goodbye 2018. január 12-én vált elérhetővé a népszerű streamingszolgáltatóknál. 2018 márciusában megjelent a dalból egy remix is, amelyet Cristian Eberhard készített.

## Eurovíziós Dalfesztivál
A The Humans eurovíziós produkcióját Petre Năstase rendezte, míg a zenei rendezőnek Gabriel Scîrletet kérték fel. A jelmezeket Alexandra Calafeteanu tervezte. Năstase kifejtette: "A dalt olyan elemek kísérik, amelyek bizonyos mélységet adnak a produkciónak, mivel a lisszaboni színpadon nincs háttérvetítés. Minden a fényekkel való játékon alapul, egy olyan koncepcióban, amely emberivé teszi az üzenetünket." A The Humans lisszaboni próbáit 2018. május 1-jén és május 4-én tartották – előtte az együttes a TVR bukaresti stúdiójában készült a megmérettetésre.
A dalt az Eurovíziós Dalfesztiválon a május 10-i második elődöntőben adták elő, fellépési sorrendben másodikként a Norvégiát képviselő Alexander Rybak That’s How You Write a Song című dala után és a Szerbiát képviselő Sanja Ilić és a Balkanika Nova deca című dala előtt. Az elődöntőben a tizenegyedik helyen végeztek, így nem jutottak tovább a május 12-i döntőbe. A magyar és a moldáv szakmai zsűrinél, illetve a moldáv és olasz közönségszavazáson az első helyen végzett a dal a második elődöntőben. Ez volt az első alkalom Románia eurovíziós történelmében, hogy az országot képviselő dal nem jutott tovább a dalfesztivál döntőjébe.
A következő román induló Ester Peony On a Sunday című dala volt a 2019-es Eurovíziós Dalfesztiválon.